# شوپن: میل به عاشقی
شوپن: میل به عاشقی (لهستانی: Chopin. Pragnienie miłości) یک فیلم درام لهستانی به کارگردانی یژی آنتچاک است که در سال ۲۰۰۲ منتشر شد.

## بازیگران
- پیوتر آدامچیک
- دانوتا استنکا
- یادویگا باراینسکا
- یژی زلنیک
- آنا کرچ
- یانوش گایوس
- ماریان اوپانیا
- تادئوش بروفسکی
- بئاتا خروشچینسکا
- کینگا ایلگنر
- گژگوش دامینتسکی
- یژی واپینسکی
- آدام وُرونوویچ
- آنا رادوان
- ماریا گوادگوفسکا
- یاتسک روزنک
- آگنیشکا شیتک
- بوژنا استاخورا
- ماوگوژاتا بوچکوفسکا
- سیلویا گلیوا
- آندژی ژیلینسکی
- پاوئو کلشچ
- ووجیمیژ ماتوشاک
- سیلویا ویسوتسکا
- ایزابلا جیارسکا
- آندژی شنایخ
- کشیشتف گُشتیوا